# Pampas Huara de Veras
Pampas Huara de Veras es una localidad peruana ubicada en el distrito de Ayabaca, perteneciente a la provincia homónima del departamento de Piura, al norte del Perú. 

## Ubicación
Pampas Huara de Veras se ubica al noreste de la provincia de Ayabaca, en el distrito de Ayabaca, en el departamento de Piura.

## Demografía
En 2017 Pampas Huara de Veras tenía una población de 14 habitantes.
| Gráfica de evolución demográfica de Pampas Huara de Veras entre 1993 y 2017 |
|                                                                             |
| Fuentes: Población 1993 y 2017                                              |